# Barbara Becker (Schauspielerin)

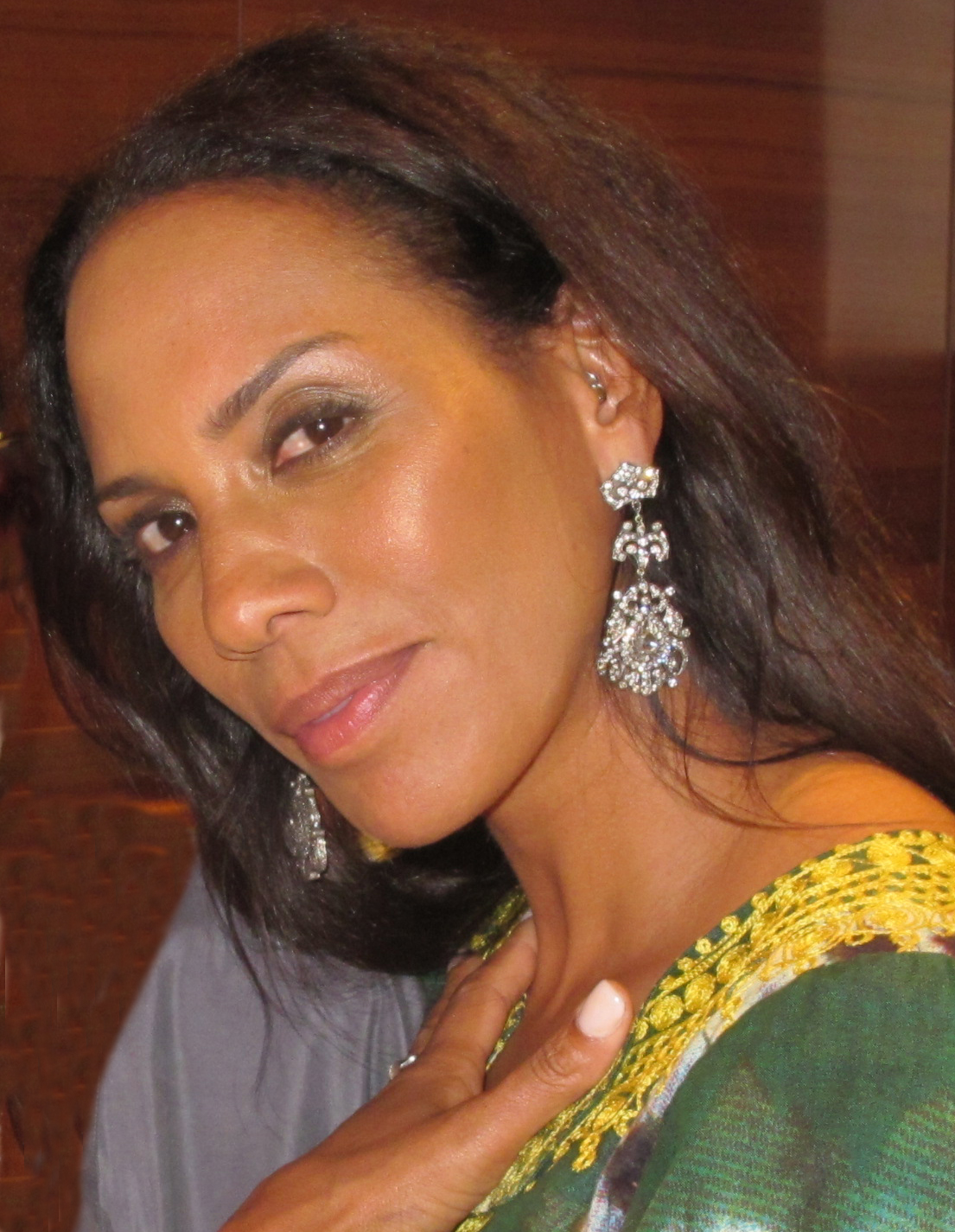
Barbara Becker (2012)

Barbara Becker, geborene Feltus (* 1. November 1966 in Heidelberg, Baden-Württemberg), ist eine deutsche Unternehmerin, Designerin, Buchautorin und Schauspielerin. Sie ist die frühere Ehefrau des ehemaligen Tennisprofis Boris Becker.

## Leben
Barbara Becker ist die Tochter des afro-amerikanischen Fotografen Harlan Ross Feltus und der deutschen Lehrerin Ursula Feltus. Nach Abschluss der Waldorfschule absolvierte sie eine Ausbildung in Gesang und Schauspiel in München und begann kurz darauf, als Model in der Modebranche zu arbeiten.
Am 17. Dezember 1993 heiratete sie den Tennisspieler Boris Becker, das Ehepaar bekam die beiden Söhne Noah Gabriel (* 1994) und Elias Balthasar (* 1999). Nach sieben Jahren Ehe trennte sich das Paar, und Barbara Becker zog 2000 mit den beiden Söhnen nach Fisher Island in Florida. Von dort aus startete sie parallel verschiedene Karrieren.
Am 9. September 2009 heiratete sie den belgischen Künstler Arne Quinze. Die Trennung erfolgte 2011.

## Wirken
Als Fernsehschauspielerin spielte sie in einigen Filmen mit, unter anderem Wie du mir (1989), Im Grunde meines Herzens bin ich Elektriker (1990) sowie in Herz in der Hand (1991). Darüber hinaus wirkte sie 2004 als Jurymitglied in der Fernsehsendung New Life – mein neues Leben auf ProSieben mit. 2019 tanzte sie in der zwölften Staffel der RTL-Tanzshow Let’s Dance mit Massimo Sinató.
2012 präsentierte sie erstmals ihr Designkonzept für Bekleidung und Accessoires. Mit ihrer Modelinie für Fitness, Wellness und Yoga entwirft sie Sportbekleidung für Frauen. Im Teleshopping-Kanal QVC stellte sie in wöchentlichen Live-Sendungen ihre Pilates- und Lifestyle-Kollektion unter dem Namen Miami Fit vor. Mit dem internationalen Unternehmen Lascana produzierte Becker eine Nachtwäsche- und Wäsche-Kollektion aus recycelten Garnen. Für Lidl entwickelte sie zwei mit dem grünen Knopf zertifizierte Home-Kollektionen für Bio-Bettwäsche und -Handtücher, Badematten und Bademäntel. 2023 stellte sie die Jeans-Capsule-Kollektion Denim for Generations, die sie gemeinsam mit ihren Söhnen Noah und Elias sowie dem Bekleidungshersteller MAC entworfen hat, auf der Modemesse Pitti in Florenz vor.
2016 stellte sie im Bereich Nutrition zusammen mit dem Pharmagroßhändler NOWEDA gesundheitsfördernde, pharmazeutische Nahrungsergänzungsmittel her. Es handelt sich bei den Produkten um Tees, einen Protein-Smoothie und einen Mahlzeitenersatz. Ihre B.B Home Passion-Kollektion, die sie seit mehreren Jahren vertreibt, umfasst Tapeten, Gardinen, Stoffe und Teppiche.
Als Schmuck- und Produktdesignerin veröffentlichte Barbara Becker eine Schmuck-Kollektion.
Becker veröffentlichte DVDs, Apps und Bücher zu den Themen Pilates, Yoga, Qigong, Fitness, Rückengesundheit, Mutterschaft und dem Scheinfasten. In ihrem Spiegel-Bestseller Five Days Only – Die Revolution des Fastens und dem dazugehörigen Five Days Only – Das Scheinfasten Kochbuch erklärt Becker das Scheinfasten.

## Filmografie
- 1989: Wie du mir ... (Fernsehfilm)
- 1990: Der Alte (Fernsehserie, Folge Ein Schuss zu wenig)
- 1990: Star Mac (Kurzfilm)
- 1990: Im Grunde meines Herzens bin ich Elektriker[14]
- 1991: Mocca für den Tiger (Fernsehfilm)
- 1991: Herz in der Hand
- 1991: Leporella (Fernsehfilm)
- 1993: Freunde fürs Leben (Fernsehserie, drei Folgen)
- 1993: Happy Holiday (Fernsehserie, Folge Das Geständnis)
- 2006: Papa und Mama (Kurzfilm)
- 2007: Beweg’ dich, reg’ dich (Kurzfilm)
- 2008: Tierärztin Dr. Mertens (Fernsehserie, eine Folge)
- 2012: SOKO Stuttgart (Fernsehserie, Folge Um Haaresbreite)

## DVDs
- 2005: Mein Pilates Training
- 2007: Pilates und Yoga
- 2010: B.Fit in 30 Tagen
- 2011: Qigong mit BB und Master Peng
- 2012: B.Fit mit Ball und Band
- 2013: B.Fit & Dance mit Detlef D! Soost
- 2014: Bauch Beine Po-Bootcamp Miami / New York
- 2015: Die 60 besten Rückenübungen der Welt
- 2015: Die 60 besten Bauch, Beine, Po-Übungen der Welt
- 2018: Miami Fit

## Apps
- 5DO – Five Days Only
- BE FREE
- Mein Muskel-Faszien-Training
- Mein Pilates Flow Training
- Die 60 besten Rückenübungen der Welt
- Die 60 besten BBP-Übungen
- Pilates by Barbara Becker
- B.FIT 1

## Bücher
- Mein Pilates Programm: Fit und schön mit Barbara Becker, Econ, Düsseldorf 2005, ISBN 978-3-548-36902-0.
- Beweg dich, reg dich: Yoga-Pilates für Groß und Klein, Südwest, Berlin 2009, ISBN 978-3-517-08506-7.
- B.FIT in 30 Tagen: Das Miami-Bauch-Beine-Po-Training, Riva, Berlin 2012, ISBN 978-3-86883-233-4.
- Die Barbara Becker Formel: Better Aging mit dem innovativen Muskel-Faszien-Training, Gräfe und Unzer, München 2020, ISBN 978-3-8338-7375-1.
- Mama allein zu Haus: Wie geballte Freundinnen-Power uns vor dem Empty-Nest-Syndrom bewahrte, Gräfe und Unzer, München 2021, ISBN 978-3-8338-7524-3.
- Five Days Only: Die Revolution des Fastens, YES, München 2021, ISBN 978-3-96905-099-6.
- Five Days Only – Das Scheinfasten Kochbuch, YES, München 2022, ISBN 978-3-96905-187-0.